# 小橋知子
小橋 知子（こばし ともこ、1980年12月24日 - ）は、日本の女性声優。岡山県出身。賢プロダクション所属。オンライン声優養成所・SPOT講師。

## 略歴
高校3年生のときに勝田声優学院（17期生）に入所し、2004年に卒業。桐朋学園大学短期大学部演劇科を卒業後、スクールデュオ（5期生）を経て賢プロダクションに所属。

## 人物
特技・趣味は料理、ヨガ、ストレッチ、ドラマ・映画鑑賞、歌。

## 出演
太字はメインキャラクター。

### テレビアニメ
2005年
- アークエとガッチンポーてんこもり（少女）
- 新釈 眞田十勇士（采女）
- それいけ!アンパンマン（ピンク）
- 雪の女王（女の子）

2006年
- オーバン・スターレーサーズ（マヤ、校長）
- こてんこてんこ（クジャク、白ネズミ、フラミン）
- バーテンダー（柚木美枝子）

2007年
- Over Drive（親衛隊）
- 古代王者 恐竜キング Dキッズ・アドベンチャー（2007年 - 2008年、竜野マルム） - 2シリーズ
- しましまとらのしまじろう（ホリー）
- Devil May Cry（悪魔C）

2008年
- うちの3姉妹（デパートの店員、モモ）
- はっけん たいけん だいすき! しまじろう（2008年 - 2019年、ふゆのしゅんたろう、フッチー、くまっきいのママ〈ましろゆきえ〉） - 3シリーズ

2009年
- かなめも（同級生E）
- こんにちは アン 〜Before Green Gables（ジェーン）
- とある科学の超電磁砲（2009年 - 2010年、女子高生、むーちゃん）

2010年
- こばと。（男の子）
- 伝説の勇者の伝説（シオン幼少期、団子屋のおばちゃん）
- 四畳半神話大系（女子B）

2011年
- ギルティクラウン（母親）
- 銀魂'（女子アナ）

2013年
- 義風堂々!! 兼続と慶次（女中）
- ちはやふる2（白波かるた会 女性会員）
- ポケットモンスター THE ORIGIN

2014年
- ポケットモンスター XY（2014年 - 2015年、ソフィー〈2代目〉）

2017年
- クレヨンしんちゃん（生徒C）

2021年
- ふしぎ駄菓子屋 銭天堂（誠一の母）

### 劇場アニメ
- ポケモン・ザ・ムービーXY&Z ボルケニオンと機巧のマギアナ（2016年、ソフィー）

### OVA
- 舞-乙HiME 0 〜S.ifr〜（2008年、オペレーター）

### ゲーム
2000年代
- 幻想水滸伝IV（2004年、リーリン、レイチェル）
- Rhapsodia（2005年、ヨーン、レイチェル）
- この晴れた空の下で（2005年、興猫）
- 召喚少女 〜ElementalGirl Calling〜（2007年、シェルフィ、アロ）
- 幻想水滸伝ティアクライス（2008年、ネムネ、ミーネ、ミュン・ツァン、ユーニス）
- 体感魔法少女 マジっすか!?Duo（2008年、冬美）
- Under The Moon 〜クレセント〜（2009年）
- ファイナルファンタジーXIII（2009年、コクーン市民）

2010年代
- イナズマイレブン3 世界への挑戦!!（2010年、ドイツ選手A）
- 斬撃のREGINLEIV（2010年、北の村人、南の村人）
- ファイナルファンタジー零式（2011年、フィールドボイス）
- ジェネレーション オブ カオス6（2012年、アンジェリーナ、ジュラ）
- グランブルーファンタジー（2015年、デボラ）

2020年代
- ファイナルファンタジーVII リバース（2024年）

### デジタルコミック
- VOMIC フライハイ!（2009年、立花葵）

### 吹き替え
- アイ・オリジンズ
- アイス・ツイスター（ノラ）
- アス（キティ・テイラー〈エリザベス・モス〉）
- いずれ絶望という名の闇（ファリダ）
- ウソツキは結婚のはじまり（パーマー・ドッジ）
- エクスペンダブルズ
- お願い!プレイメイト（サラ・J・アンダーウッド）
- カイルXY
- オフロでGO!!!!! タイムマシンはジェット式
- 彼氏と彼女の不都合なセックスのこと!（ローレン（クリステン・リッター））
- 華麗なる遺産（ユ・スンミ（ムン・チェオン））
- 華麗なる遺産〜燦爛人生〜（ジアン・モンエン（シン・ズー））
- 華麗なるペテン師たち4
- ギルモア・ガールズ
- 救命医ハンク セレブ診療ファイル
- 救命医ハンク4 セレブ診療ファイル（ホリスター（アレクサ・ヴェガ））
- 宮 -Love in Palace-（ヘミョン[1]）
- 近距離恋愛 (ステファニー)
- グッドラック・チャーリー/ザ・ムービー（ジョーダン）
- glee/グリー（マーシャ、ドナ）
- グリーン・ホーネット（ネイルサロンの店長）
- ゴージャス
- コールドケース5
- コールドケース6（ドナ・ダミーコ）
- コールドケース7 ザ・ファイナル（若いモリー）
- コマンドー（レスリー）※吹替の帝王版
- THE TUDORS〜背徳の王冠〜[1]
- サバイバル・オブ・ザ・デッド（トムボーイ）
- サマンサ Who?（キャメロン）
- CSI:ニューヨーク5
- シャーペイのファビュラス・アドベンチャー
- SHERLOCK（シャーロック）2
- 新ビバリーヒルズ青春白書（ペネロピ、サバンナ[1]）
- スキップ・ビート! 〜華麗的挑戦〜
- スター・ウォーズ/クローン・ウォーズ（財務大臣）
- スターシップ・トゥルーパーズ3
- スターにアイ・ラブ・ユー
- スパルタカス ゴッド・オブ・アリーナ（メリッサ（マリサ・ラミレス））
- スパルタカスII
- 青春越壁 (青春ウォルダム　呪われた王宮) (ポクスン〈イ・ミンジ〉)
- 製パン王 キム・タック
- そんな彼なら別れさせます!（アシュレイ）
- ダブル・ミッション
- ダメージ3
- チャームド 〜魔女3姉妹〜 シーズン7
- チング 〜愛と友情の絆〜
- デイ・アフター 首都水没
- デスパレートな妻たち7（ミミ）
- テラノバ/Terra Nova
- 天使の誘惑[1]
- ドールハウス Dollhouse
- トンイ
- NAKED マン・ハンティング（ベア）
- ノウイング[1]
- バーレスク（ナタリー（ディアナ・アグロン））
- パスタ〜恋が出来るまで〜[1]
- バチェロレッテ あの子が結婚するなんて!（ジェナ・マイヤース（リジー・キャプラン））
- ハッピー・デス・デイ
- ハリエットはティーン・スパイ
- V（リサ（ローラ・ヴァンダーヴォート）[1]）
- ビッグママ・ハウス3（メルシエ）
- プッシング・デイジー 〜恋するパイメーカー〜
- フリア よみがえり少女（フリア）
- 弁護士イーライのふしぎな日常（ジェニー・クラーク（ダニエル・パナベイカー））
- ホーキーのおくりもの（ジョリーン（ジュリア・ロバーツ））
- 僕の彼女は九尾狐
- マイファミリー・ウェディング
- 魔術師 MERLIN
- MAD MEN（ジェーン・シーガル）
- MR.MENショー（へまこちゃん、おたすけちゃん）
- M:i:III（受付2）※フジテレビ版
- 雪の女王（イ・スンリ[1]）
- 妖精ファイター（窓口の女性）
- ［リミット］（リンダ・コンロイ（サマンサ・マシス））
- リゾーリ&アイルズ ヒロインたちの捜査線（ローラ、クリスティ・ウェスラー）
- リロ&スティッチ[7]
- レイクビュー・テラス 危険な隣人（セリア・ターナー）
- 私はラブ・リーガル

### ドラマCD
- ポーの一族 第5巻（エリザベス）
- LOVE SO LIFE（女性アナウンサー）